# Nova Palmeira
Nova Palmeira är en kommun i Brasilien.   Den ligger i delstaten Paraíba, i den östra delen av landet, 1 600 km nordost om huvudstaden Brasília. Antalet invånare är 4 365.
Omgivningarna runt Nova Palmeira är huvudsakligen savann. Runt Nova Palmeira är det glesbefolkat, med 18 invånare per kvadratkilometer.